# Tidal
Tidal（特化拼法为TIDAL）是一个採用訂閱收益模式的流媒体服务，提供無損音頻和高畫質的音乐录影带。該服務於2014年由挪威公司Aspiro成立，并運營至今，現有4850萬首歌曲和175,000部音樂錄影帶。Tidal聲稱會給音乐家和詞曲作家在流媒體市場中最高比率的版税。Tidal的音樂流媒體服務分為兩個等級：Tidal Premium（有損品質）和Tidal HiFi（無損CD品質– FLAC-based 16-Bit/44.1 kHz – 與 MQA）。Tidal與三大主要唱片公司和許多獨立唱片廠牌簽訂了分銷協議。
2015年第一季度，Aspiro被Jay Z的Project Panther Bidco Ltd.收購。在Aspiro被收購以後，Tidal開始進行了大規模行銷活動。許多藝人將他們的社交媒體的外形改為藍色，并在Facebook、Twitter和Instagram上發佈了“#TIDALforAll”趨勢。2017年1月23日，據報道，Sprint以2億美元購入了Tidal33%的股權。
有些人讚揚了該服務提供的高品質無損音樂能帶給藝人和詞曲創作者更高的版稅，但有人擔憂其高昂的訂閱費用與獨家內容會導致音樂盜版現象增長。截至2015年3月，Tidal聲稱其自身連同姊妹服務WiMP共擁有超過580,000名付費使用者，其中有17,000名訂閱了高保真度服務。Tidal現在61個國家開展業務。